# Hassi Messaoud - femei maltratate
Cazul femeilor maltratate din orașul Hassi Messaoud se referă la mai multe atacuri deosebit de violente asupra unor femei în orașul Hassi Messaoud din Algeria în iulie 2001. La fel s-a numit și procesul care a urmat. 
Procesul de apel a avut loc în ianuarie 2005 . 

## Context
Orașul Hassi Messaoud este un oraș petrolier din centrul Algeriei. Găzduiește în jur de 53 de mii de locuitori. Diverse companii petroliere s-au instalat acolo, orașul devenind un loc în care pot găsi angajare și securitate mulți algerieni. Printre altele, acest lucru a dus la crearea a numeroase bidonville-uri în jurul orașului. 
Numeroase femei au emigrat în Hassi Messaoud pentru a efectua activități de întreținere, secretariat sau catering în companiile petroliere. Femeile care muncesc, dar mai ales trăiesc singure într-o regiune foarte tradițională, sunt acuzate de locuitorii din cartiere  că au un „dublu loc de muncă”, lucrează în companii în timpul zilei, se prostituează noaptea, într-o regiune lovită de șomaj masculin . Înainte de evenimente, mai multe femei au fost abuzate verbal, unele fiind agresate fizic. 

## Faptele
În timpul rugăciunii de vineri 13 iulie 2001, imamul, calificat drept integrist , a atacat prezența femeilor din regiunile de nord-vest care lucrează acum în companiile petroliere. El le acuză de comportament „imoral”, apelând la un „Jihad împotriva diavolului” pentru a „alunga aceste femei trăind în preacurvie” . Potrivit acestuia, femeile care trăiesc singure, fără niciun „wali” (tutore masculin în tradiția Maliki ), nu pot fi decât prostituate. 
În consecință, în noaptea de 13 spre 14 iulie, în jurul orelor 22.00, o mulțime de aproximativ 300 de bărbați au luat direcția bidonville-ului El-Haïcha, unde locuiau femei angajate ca menajere, bucătărese sau secretare. Timp de 5 ore, aproximativ 40 de femei din cartier sunt agresate, bătute, violate, mutilate și târâte dezbrăcate în stradă. Casele lor sunt jefuite, iar unele sunt arse. Unii dintre atacatori aveau cuțite. Poliția nu a ajuns până în jurul orei 3 a.m., punând capăt violenței. 
Acestea se repetă în noaptea următoare, apoi pe 16 iulie, în alte părți ale orașului. Pe 17, apoi pe 23 și 24, violența s-a răspândit în orașul Tébessa, mai la nord, unde prăvăliile deținute de femei singure au fost vandalizate. 
Câteva zeci de femei au fost spitalizate, dintre care șase erau în acel moment în stare gravă . 95 de femei și copii s-au refugiat într-un hostel. Alții au luat taxiuri pentru a părăsi orașul și pentru a se întoarce în regiunea lor de origine. Trei dintre tinerele care au fost violate erau fecioare la momentul crimei . Ziarul La Tribune vorbește despre 4-6 femei omorâte, informație pe care autoritățile o resping. Martorii spun că au văzut mai multe femei ucise..                                      În august 2001, asociația SOS Women in Distress a vorbit despre o femeie care a murit în urma atacului și despre alte trei încă spitalizate .

## Procesul
Potrivit ziarului La Tribune, imamul Amar Taleb a fost arestat, la fel și 40 de bărbați care au luat parte la violență. Le Matin a confirmat 9 arestări. Imamul predică și astăzi în cea mai mare moschee din oraș. 
39 de femei au decis să depună plângere. În primă instanță, în iunie 2004. Niciuna dintre victime nu a putut avea acces la un avocat sau chiar la aceia promiși de Ministerul Solidarității. Cea mai mare parte a acuzațiilor împotriva celor 32 de asasini în proces au fost respinse, păstrând doar „adunarea pe drumul public și încălcarea ordinii publice” . Audierea de apel urma să aibă loc în decembrie 2004, dar a fost amânată pentru ianuarie 2005, la curtea din Biskra, pentru a permite tuturor acuzaților să fie prezenți la proces . Când s-a redeschis procesul, doar șase dintre acuzați au fost prezenți, confruntându-se cu trei dintre victime. Sub presiune și amenințări (chiar și în interiorul instanței, în timpul primului proces), celelalte femei au renunțat la acuzații. Opt, șase și trei ani de închisoare au fost date pentru trei dintre acuzați, ceilalți trei fiind achitați. Majoritatea atacatorilor au fost condamnați în absență: douăzeci de condamnări la douăzeci de ani, patru la zece ani și una la cinci ani . Se spune că doar trei condamnați și-au încheiat sentințele. 

## Violențele continuă
După linșajele din 2001, violența continuă în 2010, alte femei care trăiesc singure sunt atacate acasă noaptea. 

## Film și presă
Această dramă a făcut obiectul unui film, lansat în 2008: Vii! de Said Ould Khelifa. 
În februarie 2010, două dintre victime, Rahmouna Salah și Fatiha Maamoura, publică o carte, Date ca moarte: Linșajul femeilor în Hassi Messaoud, la Editura Max Milo . Actrița algeriană Nadia Kaci este cea care a adunat mărturiile. 

### Articole conexe
- Condiția femeii în Islam

### Legătură externă
- Site de informare despre cazul femeilor din Hassi Messaoud